# Сколия волосатая
Сколия волосатая, или сколия волосистая (лат. Scolia hirta) — вид крупной осы-сколии.

## Краткое морфологическое описание
Крупная оса — длина тела самца 16—22 мм, самки — 13—18 мм. Тело окрашено в чёрный цвет, покрыто редкими, но относительно длинными (длиной до 3 мм) волосками. На втором и третьем тергитах брюшка находятся блестящие жёлтые перевязи не доходящие до краев тергитов. На 2-м тергите перевязь несколько короче.
Всё тело, особенно спинка и тергиты, покрыты скульптурой, образованной густой сетью из различных по размерам впадин, которые создаю эффект «морщинистости».
Голова округлой формы, чёрного цвета, без волосков. Усики расположены в нижней части лба и на концах загнуты в полукольца. Простых глазков — 3, они образуют треугольник в верхней части лба.
Крылья с коричневым затемнением, особенно выраженным у костальной кромки на крыльях самцов, где оно более темнее, а у самки крылья с фиолетовым блеском. Крылья не заходят за конец брюшка.

## Распространение
Ареал вида охватывает Северную Африку, южную Европу, Крым, Турцию, Иран, Среднюю Азию, Казахстан. На территории России данный вид встречается на юге европейской части и на Северном Кавказе, на юге Западной Сибири, а также встречается на побережье Чёрного моря.

## Особенности биологии и экологии
Выход имаго после зимовки отмечается в конце мая, с максимумом к середине июня. Лёт обычно продолжается до середины июля. Самки откладывают яйца на парализованных обитающих в почве личинок пластинчатоусых жуков. Личинки выедают изнутри личинку-хозяина и зимуют в коконе в почве на глубине до 40 см. Окукливание происходит весной. Взрослые особи самостоятельно выбираются на поверхность. Порой взрослых ос можно наблюдать с середины августа до октября.
Трофические связи имаго включают большинство видов сорных и культурных растений с длиной венчика до 10 мм. Особенно привлекательными для них являются растения из семейств Asteraceae, Crassulaceae и Liliaceae.

## Численность
Сколия волосатая является локально распространенным стенобионтным видом, обитающим. Лимитирующими факторами численности являются агротехнические мероприятия, вызывающие уничтожающие личинок — видов хозяев, уничтожение зимующих личинок.

## Охрана
Вид был занесён в Красную книгу СССР и относился к категории «II. Редкие виды».
Сейчас сколия волосатая включена в Приложение 2 к Красной книге Российской Федерации.